# 693 г. пр.н.е.

## Събития

### В Асирия
- Цар на Асирия е Сенахериб (705 – 681 пр.н.е.).[1]
- Възкачилият се на трона на Вавилон през 694 г. пр.н.е. цар Нергал-ушезиб атакува и превзема град Нипур, но шест дни по-късно войската му е победена в битка от асирийците, а самият той е пленен и отведен в Ниневия, с което се слага край на краткото му царуване.[2]
- Цар Сенехариб повежда нов поход срещу Елам (седмия по ред при царуването му), където предната година е отведен пленения му син и бивш цар на Вавилон Ашур-надин-шуми. Асирийците постигат бързи успехи като превземат и разграбват много градове, а еламитският цар Халушу-Иншушинак II(699 – 693 пр.н.е.) напуска столицата си Мадакту и се укрива в планинските области на страната си. Настъпването на зимата слага край на кампанията на Сенехариб чиито войски се връщат в Ниневия.[2]
- След този поход Сенахериб възвръща за Асирия територии загубени от Саргон II преди почти три десетилетия.[3]
- Заети с похода си срещу Елам, асирийците не правят опит да покорят отново Северозападна Вавилония, където през тази или в началото на следващата година на трона се възкачва Мушезиб-Мардук (693/2 – 689 пр.н.е.)[3]

### В Елам
- Поради нападението на асирийците и своята слабост Халушу-Иншушинак II е свален от власт и заменен от Кутир-Наххунте III (693 – 692 пр.н.е.)[3]

### В Сицилия
- Град Катания и околностите му за засегнати от вулканичната активност на Етна.[4]